# Гилбрет, Лилиан
Лилиан Моллер Гилбрет (англ. Lillian Moller Gilbreth; 24 мая 1878, Окленд — 2 января 1972, Финикс) — американская учёная, консультант по менеджменту, производственный психолог, эксперт по кадровым ресурсам предприятий и эргономике. Вместе с супругом Фрэнком Б. Гилбретом является основоположником науки о движениях (англ. motion study), автором ряда методов научной организации труда. Уделяла особое внимание значению психологии в производственном и образовательном процессах. Занималась изучением таких аспектов управленческой работы как производственная усталость, мотивация, рационализация рабочего места. К другим профессиональным интересам Лилиан Гилбрет относились: психология потребления, реабилитация раненых и инвалидов (в том числе больных эпилепсией и слепых), организация труда домашней хозяйки, дизайн кухни. Среди представителей школы научной организации управления первой получила степень доктора философии.

## Детство и юность
Лилиан Моллер Гилбрет родилась в Окленде, штат Калифорния, в семье преуспевающего предпринимателя Уильяма Моллера. Родители Лилиан принадлежали к высшему слою американского общества, однако Моллеры, семья Лилиан по отцовской линии, занимали более высокое общественное положение, чем Дельгеры, родственники по материнской линии.
Джон Моллер, дед Лилиан, занимался сахарорафинадным производством сначала на родине, в Германии, затем на Восточном побережье США. В Нью-Йорке Моллеры жили на знаменитой 37-й улице Манхэттена. В юности Уильям Моллер работал на сахарорафинадном заводе своего отца. Переехав в Окленд, он держал магазин санитарно-технического оборудования. Мать Лилиан, Энни Дельгер Моллер, была домохозяйкой.
Дед Лилиан по материнской линии, Фредерик Уильям Дельгер, считается одним из первых миллионеров Окленда. Фредерик и Эрнестина Дельгер эмигрировали из Германии в США в 1847 году. Через три года они переехали из Нью-Йорка в Сан-Франциско, надеясь разбогатеть во время Золотой лихорадки 1849 года. В Сан-Франциско Дельгер действительно разбогател: сначала он держал обувную мастерскую, затем занимался операциями с Оклендской недвижимостью..
Лилиан была старшей из девяти детей Моллеров. За четыре года до рождения Лилиан у Моллеров умерла первая дочь, Аделаида (1873-1874).
Лилиан росла тревожным, пугливым и застенчивым ребёнком. Её мать часто жаловалась на своё плохое самочувствие, и у Лилиан развилась болезненная тревога за её жизнь. С шести до девяти лет Энни Моллер сама обучала свою дочь, поскольку хрупкая психика Лилиан не выдержала двух первых попыток пойти в школу: в шесть и в восемь лет. К девяти годам, благодаря усилиям родителей, которые делали все возможное, чтобы вселить в дочь чувство спокойствия и уверенности, Лилиан поборола боязнь коллектива и пошла в школу.
С ранних лет Лилиан обожала книги. Они были для неё укрытием от тревог и огорчений реальной жизни. Лилиан никогда не была популярна в школе и никогда не получала валентинок от одноклассников. Стараясь сделать приятное Лилиан, её мать приносила в школу подделанные ею валентинки «от одноклассников», однако Лилиан было хорошо известно об этой хитрости. В старших классах Лилиан обнаружила способности к поэзии, и её стихи, опубликованные в школьной газете, вызвали восторженные отзывы учителей и одноклассников.
Несмотря на то, что женское высшее образование не одобрялось как жизненный выбор для девушки из богатой семьи, родители Лилиан позволили ей поступить на факультет английского языка и литературы в Калифорнийский университет в Беркли в 1896 году, надеясь на то, что она быстро выйдет замуж и необходимость в получении образования отпадет сама собой. В университетские годы Лилиан окончательно поборола стеснительность и с удовольствием участвовала в театральных постановках.
В 1900 году Лилиан получила диплом бакалавра и за академические успехи была выбрана одним из трёх спикеров на церемонии вручения дипломов. Она была первой окончившей Беркли женщиной, удостоившейся подобной чести. Речь, обращённая к выпускникам Беркли 1900 года, называлась «Жизнь - возможность или тупик?» (англ. Life - A Means or an End).
Вдохновленная успехами, Лилиан поступила на магистерскую программу в Колумбийский университет в 1900 году. Профессор литературы из Беркли посоветовал Лилиан выбрать профессора Джеймса Брэндера Мэттьюса в качестве научного руководителя магистерской диссертации по литературе. По приезде в Колумбийский университет выяснилось, что профессор Мэттьюс не руководит дипломными работами обучающихся в университете женщин.
Лилиан перевелась на факультет психологии и рассчитывала изучать особенности человеческой мотивации под руководством профессора Эдварда Торндайка. Она очень тосковала по семье, плохо переносила бытовую неустроенность кампуса, в конце концов, сильно заболела и вернулась в Калифорнию зимой 1901 года. В 1902 году Лилиан окончила магистерскую программу университета Беркли по специальности «английская литература», написав выпускную работу по пьесе «Варфоломеевская ярмарка» Бена Джонсона.

## Вклад в разработку принципов научной организации труда
С 1904 по 1924 сотрудничала со своим супругом, Фрэнком Гилбретом ст. Вместе супруги Гилбрет разрабатывали научные методы управления. В отличие от Фредерика Тейлора, Гилбреты делали упор на гуманистическую составляющую труда, указывали на важность адекватного подбора и обучения персонала. Они первыми среди представителей школы научной организации труда обратили внимание на уровень физического и психологического комфорта рабочего, доказывая, что не скорость работы, а степень удовлетворенности рабочего своим трудом, является важнейшим фактором увеличения производительности. На предприятиях Гилбреты ввели короткие перерывы для отдыха, систему ученичества; предложили более удобную организацию рабочих мест.
Супруги Гилбрет являются изобретателями микрохронометра, циклографа и циклографического метода, карт технологических процессов. Супруги Гилбрет разложили трудовые движения на микроэлементы и проводили их анализ с помощью хронометра.

## Проекты, связанные с улучшениями условий труда лиц с ограниченными физическими возможностями
Лилиан Гилбрет возглавляла экспертный комитет по интеграции девочек с ограниченными способностями в основной скаутский состав.
1954—1958 — Сотрудничала с Гарольдом Смолли на проекте по изучению больничных условий. Изучалась работа санитаров, особенности закупки и хранения медикаментов и оборудования; также велась работа по проектированию удобной больничной кровати.
В начале 1960-х совместно с Американским институтом архитектуры выполняла работу по анализу доступности зданий для лиц, ограниченных в возможностях передвижения. В рамках этого проекта ряд зданий был оборудован пандусами, а также специальными туалетами и лифтами.
Входила в Комитет по трудоустройству людей ограниченной трудоспособности (англ. Committee on the Employment of the Handicapped) 36-го президента США Линдона Джонсона.
Вспышка полиомиелита в начале 1950-х годов привела к резкому увеличению числа людей с ограниченной возможностью передвижения. Лилиан Гилбрет обратила свои усилия на разработку более удобного домашнего пространства, подходящего для домохозяек с ограниченными физическими возможностями, в особенности, страдающих болезнями сердца. Параллельно Лилиан проводила консультационную работу с производителями детской одежды с целью разработки технологии производства более простой в уходе одежды.

## Сотрудничество с американским правительством
Лилиан Гилбрет входила в Экспертный совет по гражданской обороне Гарри Трумэна в начале 1950-х годов.

## Дизайн домашней кухни
В 1920-е производители домашней техники стали рассматривать женщину как целевую аудиторию своих маркетинговых инициатив. В это время в американских домохозяйствах появились первые холодильники, и газовые и электрические компании конкурировали между собой в изготовлении наиболее совершенной холодильной установки. В 1929 году Бруклинская городская газовая компания (англ. Brooklyn Borough Gas Company) наняла Лилиан Гилбрет для разработки проекта "Практичная кухня" (англ. Kitchen Practical). Целью проекта была, прежде всего, реклама продукции Бруклинской городской газовой компании. Помимо этого проект отражал результаты исследований Лилиан Гилбрет в области изучения движений домашней хозяйки на кухне.
До конца 1920-х традиционный дизайн кухни представлял собой расставленную по углам большой комнаты мебель: обеденный стол, отдельно стоящий шкаф для посуды, контейнер для льда, раковина с сушкой и плита. Хранение продуктов и кухонной утвари было относительно бессистемным; часто для их хранили в подсобном помещении.
В 1930 году, опираясь на результаты исследований трудовых движений, Лилиан Гилбрет спроектировала модель кухни для журнала "Нью-Йорк Геральд Трибьюн". В данном проекте Лилиан уделяла особое внимание соответствию высоты мебели росту домашней хозяйки.
В дизайне, предложенном Гилбрет, столешница была объединена с плитой в единый рабочий блок. В верхней части блока располагались навесные шкафы для хранения продуктов; в нижней части — шкафы для хранения утвари. Холодильник находился в непосредственной близости от рабочей зоны.
Особенностью проекта Лилиан Гилбрет было введение в дизайн столика на колесах, который давал дополнительную, мобильную рабочую поверхность. Он использовался, в частности, для транспортировки грязной посуды от стола к раковине. Раковина находилась в центре второй рабочей зоны, в которой находилось мыло, губка и сушилка для посуды.
Лилиан провела эксперимент по минимизации движений на кухне, используя в качестве задачи приготовление клубничного пирога.
 В результате применения принципа "кругового маршрута" (англ. circular routing), Лилиан сократила количество операций, необходимых для приготовления пирога, с 97 до 64, а количество шагов, производимых хозяйкой, с 281 до 45.
В 1940-е принцип "кругового маршрута" стал называться "рабочим треугольником".
Другие инновации Лилиан Гилбрет в области дизайна кухни и кухонных приспособлений включают:
- присоединение ножной педали к домашнему мусорному контейнеру с крышкой;
- встроенные в дверь холодильника полки;
- электрический миксер для взбивания продуктов.[46][47]

В 1948 году Лилиан занялась проектированием домашней кухни, дизайн которой подходил бы домашним хозяйкам, страдающим болезнями сердца. Проект назывался Heart Kitchen и спонсировался Нью-Йоркской ассоциацией сердечных заболеваний. Демонстрация спроектированной кухни проходила в Центре реабилитации госпиталя Bellevue Нью-Йоркского университета.

## Книга и фильм «Оптом дешевле»
В 1948 году двое детей Лилиан, Эрнестина и Фрэнк, опубликовали юмористический роман Оптом дешевле (англ. Cheaper by the Dozen), описывающий быт семьи Гилбретов до 1924 года.
Идея произведения принадлежит Эрнестине Гилбрет Кэри. В 1944 году у неё родился второй ребёнок, в связи с чем она оставила работу байера в Macy's и решила попробовать себя в писательском деле. К середине 1945 года Эрнестина закончила рукопись "Оптом дешевле" и, по рекомендации матери, показала её брату Фрэнку, работавшему в то время редактором в газете Charleston Post & Courier. Фрэнк значительно сократил роман и привнес в него комическую составляющую.
В отборе фактов для включения в книгу участвовали все дети Гилбретов. Были также использованы номера семейной газеты Ambidextrous, выходившей каждое Рождество.

## Последние годы и смерть
Практически прекратила профессиональную деятельность к началу 1968 года в связи с резким ухудшением здоровья. У Лилиан был диагностирован атеросклероз и выявлены и удалены несколько раковых образований на коже.
Объявила об уходе из профессии 3 декабря 1968 года на одной из конференций в рамках мероприятий по празднованию столетия Фрэнка Гилбрета, проходившей в гостинице "Хилтон", Нью-Йорк. В своей короткой речи она сначала произнесла что-то на немецком, затем добавила: "Как говорила моя мама, "Голос сердца звучит тогда, когда уста хранят молчание.""
С декабря 1968 по апрель 1969 года жила в доме свой дочери Эрнестины Гилбрет Кэри в г. Парадиз Вэлли, штат Аризона. В апреле 1969 года Лилиан оступилась и сломала бедро; за этим последовало несколько микроинсультов, в результате которых были нарушены функции опорно-двигательного аппарата и произошла частичная утрата памяти.
Умерла 2 января 1972 года, в два часа утра, в доме престарелых Beatitudes г. Феникса, штат Аризона.
Согласно завещанию Лилиан Гилбрет, её глаза должны были быть использованы для трансплантации или проведения исследований, однако из-за занятости хирургов, эта часть завещания выполнена не была. Прах Лилиан Гилбрет был развеян над Атлантическим океаном близ г. Нантакет, штат Массачусетс. Имя Лилиан Гилбрет было добавлено к надгробию Фрэнка Гилбрета (г. Фэрфилд, штат Мэн).

## Семья
По материнской линии
- Дед — Фредерик Уильям Дельгер (англ. Frederick William Delger) (11.03.1822[55]

—25.04.1898)
- Бабушка — Эрнестина Блехер Дельгер (англ. Ernestine Blecher Delger) (18.12.1830[56]—06.01.1906)
- Тетя — Др. Лилиан Дельгер Пауэрс (англ. Lillian Delger Powers) (1866—1953) — американский психоаналитик, ученица Зигмунда Фрейда в 1924-1926-х гг.[57]

По отцовской линии
- Дед — Йохан (Джон) Моллер (англ. Johan (John) Moller) (18.02.1815—12.05.1902)[58]
- Бабушка — Адельхайт Кулман (англ. Adelheit Kuhlman) (1819—22.06.1899)[59]

Близкие родственники
- Мама — Энни Дельгер Моллер (англ. Annie Delger Moller) (24.12.1854—11.10.1930)
- Отец — Уильям Моллер (англ. William Moller) (23.02.1845—08.09.1923)
- Супруг — Фрэнк Банкер Гилбрет ст. (англ. Frank Bunker Gilbreth Sr.) (07.07.1868—14.06.1924) — американский инженер-строитель, представитель школы научной организации труда, основоположник науки о движениях, изобретатель.

Дети
- Энн Моллер Гилбрет Барни (англ. Anne Moller Gilbreth Barney) (09.09.1905[60]—16.02.1987)
- Мэри Элизабет Гилбрет (англ. Mary Elizabeth Gilbreth) (13.12.1906—31.01.1912[61])
- Эрнестина Гилбрет Кэри (англ. Ernestine Gilbreth Carey) (05.04.1908[62]—04.11.2006) — американская писательница, соавтор книги "Оптом дешевле".
- Марта Банкер Гилбрет Толмэн (англ. Martha Bunker Gilbreth Tallman) (05.11.1909[63]—15.11.1968)
- Фрэнк Банкер Гилбрет мл. (англ. Frank B. Gilbreth Jr.) (17.03.1911[64]—18.02.2001) — американский писатель, автор популярных в 1940—1950-е книг, соавтор книги "Оптом дешевле"
- Уильям Моллер Гилбрет (англ. William Moller Gilbreth) (18.12.1912[65]—14.04.1990)
- Лилиан Моллер Гилбрет Джонсон[66] (англ. Lillian Moller Gilbreth Johnson) (17.06.1914—23.06.2001)
- Фредерик Моллер Гилбрет[67] (англ. Frederick Moller Gilbreth) (17.08.1916—30.11.2015)
- Дэниэл Банкер Гилбрет (англ. Daniel Bunker Gilbreth) (17.09.1917[68]—13.06.2006)
- Джон Моллер Гилбрет (англ. John Moller Gilbreth) (29.05.1919[69]—25.12.2002)
- Роберт Моллер Гилбрет (англ. Robert Moller Gilbreth) (04.07.1920[70]—24.07.2007)
- Джейн Моллер Гилбрет Хеппс (англ. Jane Moller Gilbreth Heppes) (22.06.1922[71]—10.01.2006)

## Сотрудничество с университетами
Похоже они [студенты Висконсинского университета] ожидали, что в аудиторию войдет Мирна Лой, и потому были несколько разочарованы, увидев меня.
- 1935—1948 — Профессор инженерного факультета университета Пердью [72][73]
- 1940 — Речь на выпускной церемонии университета Нью-Гемпшира[74]
- 1941 — Профессор кафедры производственных отношений; заведующая департамента изучения кадровых отношений Инженерного колледжа Ньюарка
- 1952 — Почётный доктор колледжа Миллз, Окленд, Калифорния[75]
- 1953 — Почётный доктор инженерных наук Принстонского университета[76]
- 1953—1964 — Работала консультантом в университете Коннектикута
- 1955 — Приглашённый профессор инженерного факультета и почётный доктор университета Висконсина[77][78][79]

## Награды и премии
- 1921 — Почётный член Общества производственных инженеров[80]
- 1931 — Медаль им. Ф.Б. Гилбрета [81]
- 1944 — Медаль Ганта[82]
- 1948 — Титул "Женщина года", номинирована Женской ассоциацией США[83]
- 1949 — Медаль Института Социальных наук
- 1951 — Награда Уолласа Кларка
- 1954 — Вашингтонская премия [84]
- 1954 — Золотая медаль Международного комитета по научному управлению (англ. International Committee of Scientific Management, CIOS)[85]
- 1954 — Признана "выдающимся выпускником" Калифорнийского университета в Беркли[86]
- 1956 — Награда Общества инженеров Германии (нем.  Verein Deutscher Ingenieure)[87]
- 1957 — Отличительная награда "Инженеры Южной Калифорнии"
- 1957 — Титул "Мама года" от штата Нью-Джерси[88]
- 1959 — Медаль Коллимора; присуждена Инженерным колледжем Ньюарка
- 1959 — Награда Американской Ассоциации Систем и Процедур
- 1959 — Титул "Мама столетия", присуждена Обществом производственного менеджмента[88]
- 1961 — Награда за вклад в изучение общественных отношений, присуждена Новой школой социальных исследований
- 1962 — Награда Ассоциации менеджеров и индустриальных инженеров Филиппин
- 1963 — Медаль Association Interprofessionnelle pour l'Etude du Travail
- 1965 — Национальная награда "В честь работающей женщины", Главная ассоциация деловых центров, Детройт
- 1965 — Президентская премия, Национальная ассоциация реабилитации
- 1965 — Избрана в Национальную академию инженерных наук США[89][90]
- 1966 — Малая медаль МакЭллигот, Женская ассоциация университета Маркетт [91]
- 1966 — Гуверовская медаль[92][93]
- 1967 — Медаль Фрэнка Б. Гилбрета, Англия
- 1968 — Японский Орден Драгоценной короны 3-й степени
- 1978 — Номинация на Национальную научную медаль США[94]
- 1984 — Выпуск почтовой марки, США[54][92]
- 1995 — Включена в Национальный зал славы женщин США[95]